# كتاب المادريجال (شوتز)
كتاب المادريجال il libro primo de madrigali: نذكر شوتز تقريبا كليا كمؤلف موسيقي ديني، لكن إنتاجه كان أكثر تنوعا مما تقترح هذه السمعة التي تربتط به. فألف عدة أوبرات بما فيها «دافني»، وهي أول اوبرا تكتب بالألمانية – ورغم عدم بقاء أي من اوبراته، لدينا مصنف رقم 1، وهو كتاب مميز للمادريجال الدنيوي، أكمله شوتز عام 1611، بعد فترة قضاها مع جيوفاني جابرييلي، ال19 مقطوعة تظهر مهارة وبراعة سلسة في الكتابة وتظهر سيطرة شوتز البارعة لهذه الأنواع الإيطالية في الكتابة. لحنه الحساس يظهر حتى في هذه المرحلة المبكرة، مثلما في المادريجال الثمان، حيث يفسح اللحن الحيوي «اهرب يا قلبي» المجال أخيرا لتعبير حزين متنهد «لكن يا للأسف، انظر إلى التنهيدة، أيها المرسال التعس».